# 白夜

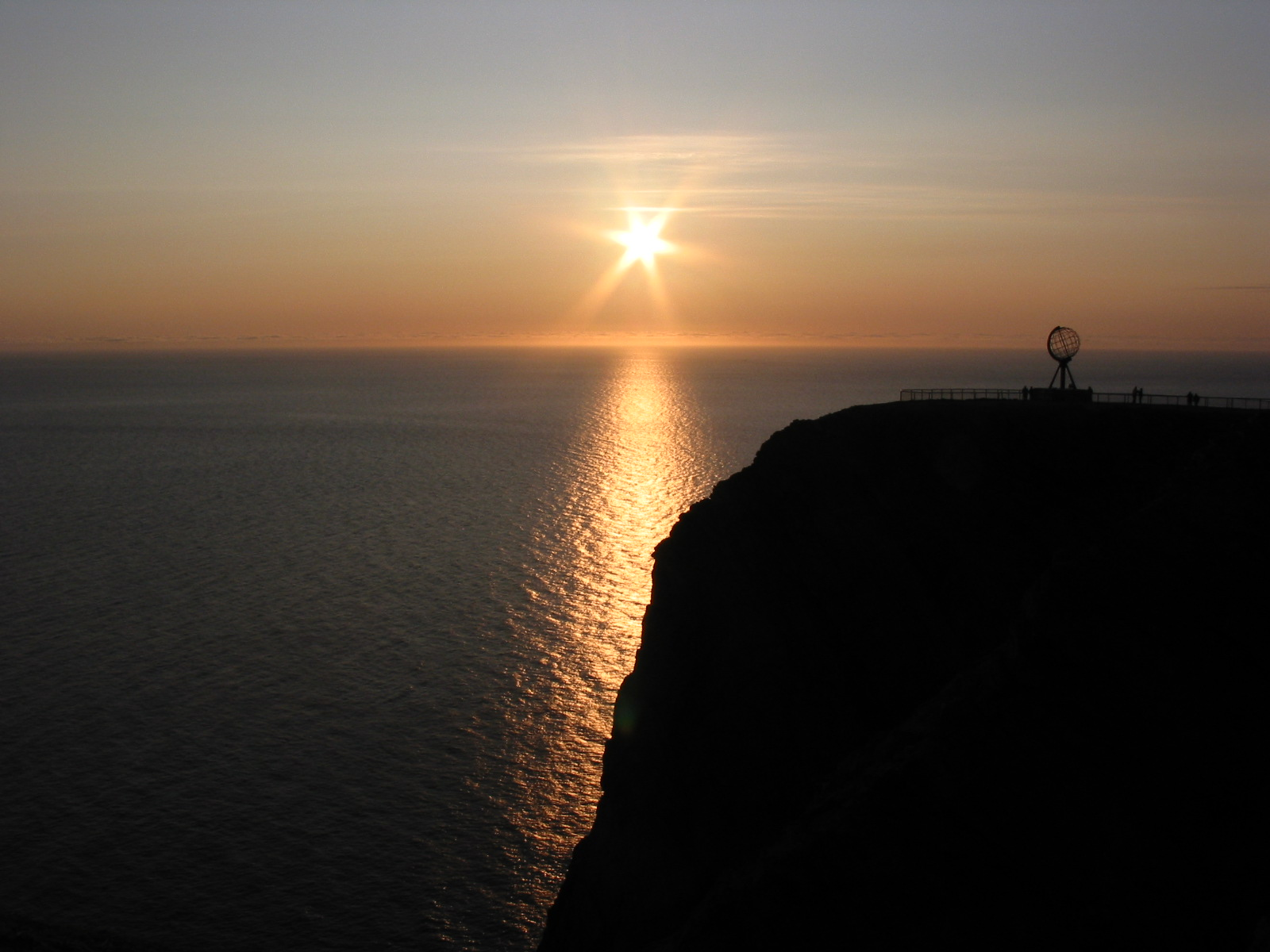
ノルウェー、ノールカップの白夜
（2003年6月6日午前0時44分撮影）。

白夜（びゃくや、英語・Midnight Sun）とは、真夜中になっても薄明になっているか、または太陽が沈んでも暗くならない現象のこと。
主に、北極圏付近では夏至前後、南極圏付近では冬至前後に見られる現象。つまり北極圏付近では6月下旬前後、南極圏付近では12月下旬前後ということになる。北半球では北欧諸国、グリーンランド、ロシア北部、カナダ北部、アメリカ合衆国アラスカ州、南半球では南極大陸の大部分で観測できる。深夜でも街中を散策する人々が見られる。対義語は極夜である。

## 詳細
地球の公転面の垂線に対して地軸が約23.4度傾いているため、夏に一日中太陽の方を向くことになる地域がある。そういった地域の夏は、夜になっても太陽がほとんど沈まない。
白夜が起きるのは概ね緯度が66.6度（90度－23.4度）以上の地方であり、北緯66.6度以北の地方を北極圏、南緯66.6度以南の地方を南極圏という。ただしそれより低緯度の60度34分以上の地域でも太陽は完全に沈むものの、真っ暗にならない薄明のまま朝になることがあるのでこれも白夜ということがある。
白夜が起きる時期は北極圏では6月下旬の夏至前後、南極圏では12月下旬の冬至前後となる。また、白夜が起きる期間の長さは緯度により異なり、高緯度になるにつれてその期間は長くなる。

## 「白夜」という表現と読み方

### 表現の由来
「白夜」という日本語表現は、ロシア語の Белые ночи （ベーラヤ・ノーチ、直訳すれば「白い夜」）から来たと考えられる。原題を«Бе́лые но́чи» というドストエフスキーの小説は「白夜」と訳されている。

### 「はくや」と「びゃくや」
「白夜」の読みは本来「はくや」であったが、昭和40年代に『知床旅情』（森繁久彌作詞・作曲）が流行したことによって歌詞にある「びゃくや」という読み方が世間一般に広まり、「びゃくや」の方が一般的な読み方として定着したと推測されている。なお、『知床旅情』の発表以前に「びゃくや」という読みがまったくなかったわけではなく、1958年（昭和33年）の映画広告で“白夜”に「びゃくや」という読みがふられている例が存在する。『知床旅情』は1960年（昭和35年）に森繁久彌が自ら歌って発表した曲であるが、この時には大きなヒットとはならなかった。その後、1970年（昭和45年）に加藤登紀子がリリースしてヒットした。
「白」を「びゃく」と読むのは呉音で、「はく」と読むのは（呉音よりも新しく伝わった）漢音である。呉音「びゃく」は古くから日本語に入った語や仏教用語（「黒白」（こくびゃく）や、「白衣観音」の「びゃくえ」など）に使われるのに対して、より新しい語には漢音「はく」が使われる。このため、新しい語である「白夜」は「はくや」が「本来の読み方」と考えられる。国語辞典では、『広辞苑 第6版』（岩波書店）、『日本国語大辞典 第2版』（小学館）で「はくや」を標準見出し語としている。
2000年時点で、NHKは「白夜」という語について「びゃくや」を標準読みとし、場合によって「はくや」と読んでもよい、という基準を示している。1980年（昭和55年）にNHKが行った有識者アンケートにおいて、9割以上の回答者が「白夜」の読み方を「びゃくや」と答えたため、それまで「はくや」しか認めていなかったNHKは「びゃくや」を認容することとなった（その後、さらに標準読みを改めた）。NHK放送文化研究所は、「白夜」の「本来の読み方」は「はくや」であるが、「新しい読み方」である「びゃくや」が断然優勢となり「ことばとしての市民権」を得たとしている。
国文学者の池田彌三郎は、『知床旅情』が発表された頃、森繁に「白夜」は「はくや」であると直接苦言を呈して応酬になったといい、のちにエッセイで「歌の流行につれて、とうとう、『白夜』をビャクヤなどと発声したいやなことばが全国的になった。あれはハクヤである。ビャクという呉音に、文学味芸術味を感じ、正しい言い方を犠牲にしてしまったのである」と批判的に述べている。また、大正時代に鉱山技師としてシベリアに滞在してこの現象を体験した俳人の山口青邨は1975年のエッセイで「私は最初からはくやと言って来た」「はくでよいのをびゃくと読み、高級になる気がしたのであろう」と記している。。